# سوزان ماكلين
سوزان ماكلين (بالإنجليزية: Susan McLean)‏ (1953)؛ كاتِبة وشاعرة أمريكية.